# Ремесленная улица (Санкт-Петербург)
Реме́сленная улица — улица на Петровском острове (Петроградский район Санкт-Петербурга). Проходит от Мало-Петровского моста до небольшого внутридворового проезда к югу от Петровского проспекта.

## История
16 апреля 1887 года присвоено наименование Ольховая улица, по произраставшим здесь ольховым деревьям.
Современное название Ремесленная улица получила 27 февраля 1941 года, дано в связи с учреждением новой формы профессиональной подготовки квалифицированных рабочих — ремесленных училищ.

## Примечательные здания и сооружения

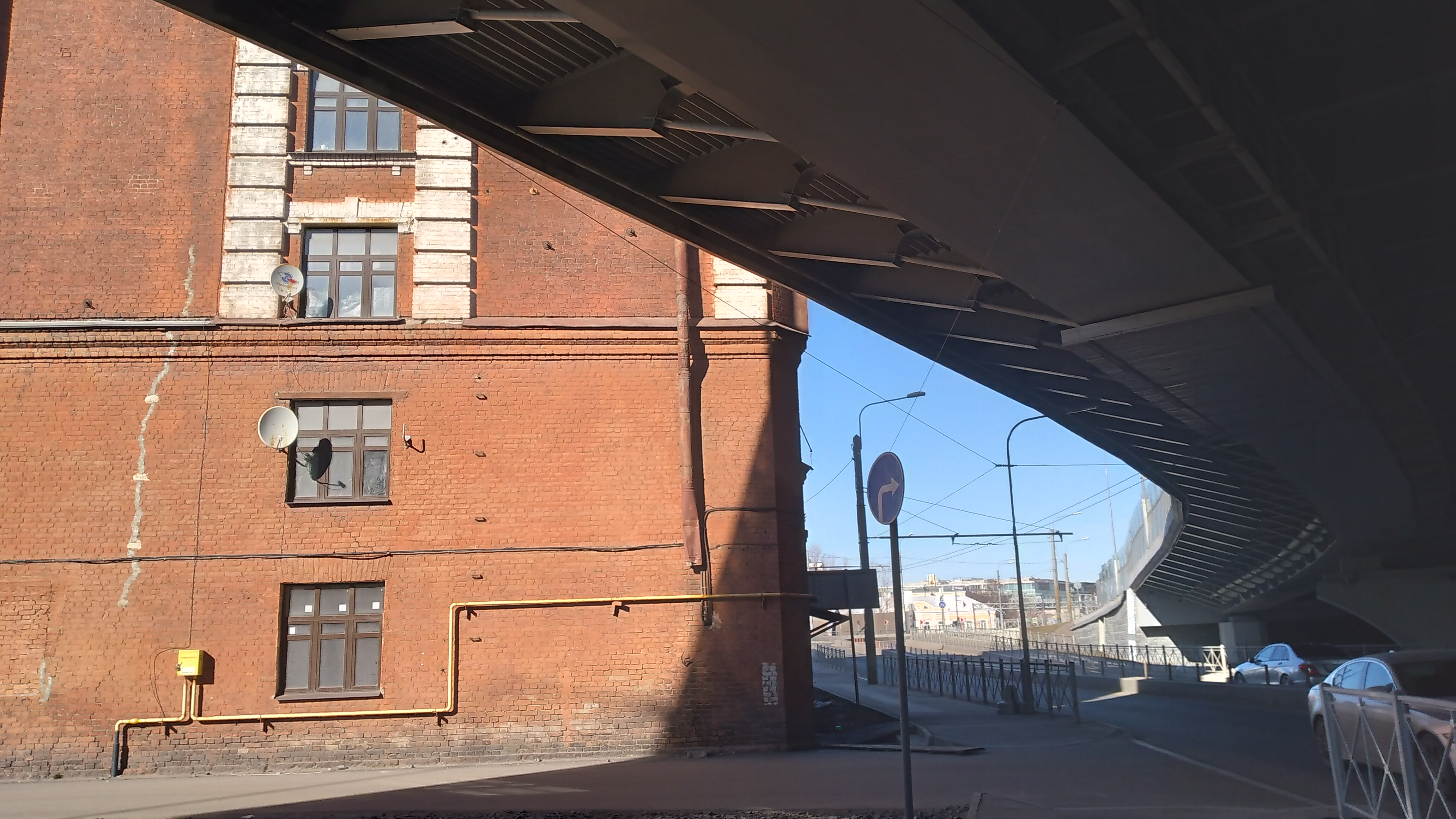
Дом № 5 рядом с мостом Бетанкура

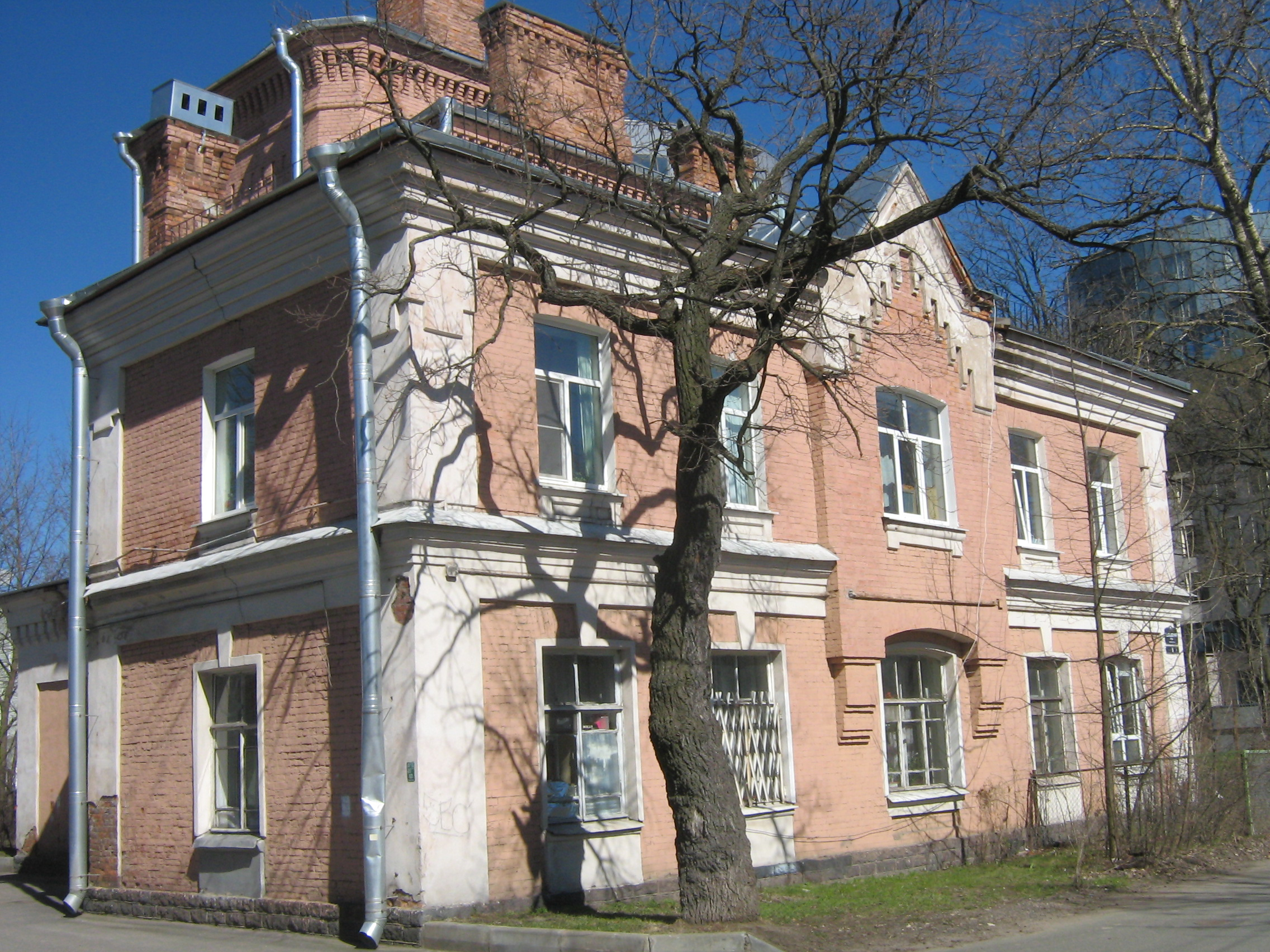
Дом № 6

- Дом № 3 — трёхэтажный жилой каменный дом Российско-баварского пивоваренного общества «Бавария» (1906, проект гражданского инженера Н. Н. Верёвкина)[3][4]. Несмотря на то, что закон Петербурга № 820-7 «О границах зон охраны объектов культурного наследия» запрещает снос зданий, построенных до 1917 года[5], в субботу 26 августа 2017 года дом снесли[6][7][8]. Прокуратура и МВД установили, что в кадастровом паспорте здания был изменён год возведения с 1906 на 1920, основанием для чего послужила фальсифицированная экспертиза по поддельному запросу жильцов[9][10][11]. По факту фальсификации и сноса в 2016 году было возбуждено уголовное дело, не закрытое по состоянию на август 2021-го[12][13].
- Дом № 5 — семиэтажный жилой дом, оказавшийся в эпицентре скандала со строительством моста Бетанкура[14]. Возведённый к чемпионату мира по футболу мост прошёл в 65 см от стен дома, из-за чего здание покрылось трещинами[15][16], а шумовое загрязнение многократно превысило нормативы. Администрация города отказывала жильцам в расселении вплоть до 2019 года. К июлю 2019 квартиры получили только 15 семей из 63[17][18].
- Дом № 6 — водонапорная башня с жилым флигелем «Городка Ф. К. Сан-Галли»  памятник архитектуры (вновь выявленный объект)[19]
- Дом 17, лит. З — ЖК «17/33 Петровский остров»

## Транспорт
Ближайшая к Ремесленной улице станция метро — «Чкаловская» (около километра по прямой).
На Ремесленной улице расположена одна остановка транспорта, на которой останавливаются троллейбус № 7, автобусы № 14, 227.